# Stop Islamization of America
La Stop Islamization of America, conosciuta anche come American Freedom Defense Initiative, è un'organizzazione statunitense anti-islamica e pro-Israele fondata da Pamela Geller e Robert Spencer. L'organizzazione è spesso definita di estrema destra, islamofobica ed è considerata un gruppo d'odio dal Southern Poverty Law Center.

La SIOA si definisce un'organizzazione a favore della libertà di parola e della libertà di pensiero.

## Attentato a Garland nel 2015
Il 3 maggio 2015 l'organizzazione ha invitato Geert Wilders ad una mostra d'arte a Garland, Texas dove aveva organizzato una gara di raffigurazione di Maometto mettendo in palio 10,000 dollari per il miglior disegno.
Durante l'evento vi fu un attentato da parte di due simpatizzanti dell'ISIS i quali ferirono una guardia e vennero poi uccisi.